# Pont de Villeneuve-le-Roi
Le pont de Villeneuve-le-Roi est un pont qui traverse la Seine et relie les communes de Villeneuve-le-Roi et de Villeneuve-Saint-Georges.

## Localisation
Il est situé à proximité de la gare de Villeneuve-Saint-Georges et de la confluence de la Seine avec l'Yerres.

## Historique
Un pont a été construit à partir de 1935 sur les plans de l'ingénieur conseil Henry Lossier par les Établissements Fourré et Rhodes. Il a été dynamité en juin 1940 par le Génie français.
Le pont est reconstruit par les mêmes intervenants en 1948-1950.
Après les premiers brevets d'Eugène Freyssinet sur la précontrainte, il va mettre au point ce qu'il a appelé la « précontrainte réglable », technique proche de ce qui a été plus tard appelé la précontrainte extérieure. La première application de cette technique est faite sur ce deuxième pont de Villeneuve-le-Roi/Villeneuve-Saint-Georges.